# Насосная станция

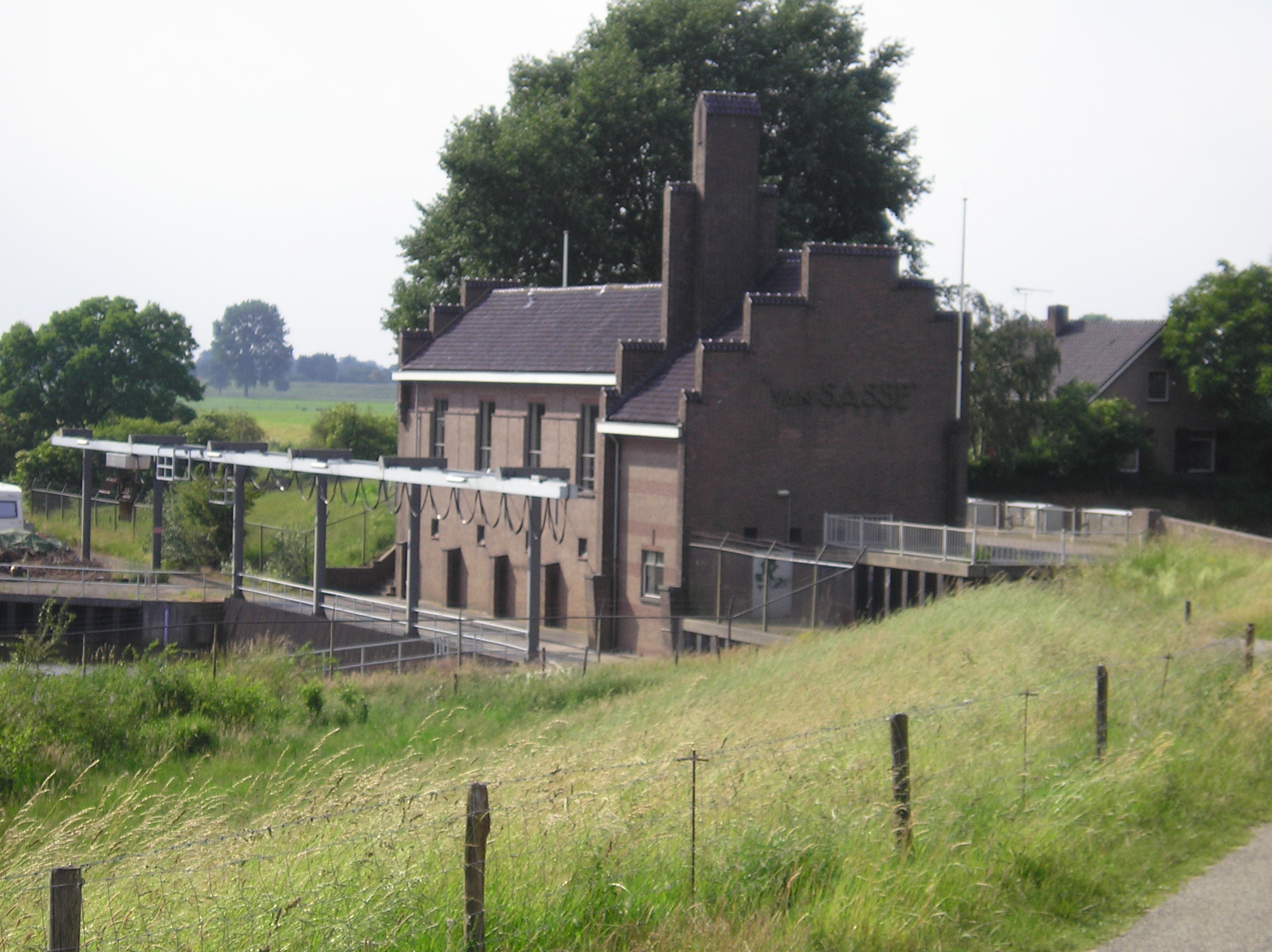
Насосная станция Van Sasse в Граве, Нидерланды

Насосная станция — комплексная система для перекачки жидкостей из одного места в другое, включает в себя здание и оборудование: насосные агрегаты (рабочие и резервные) — насосы, трубопроводы и вспомогательные устройства (например, трубопроводную арматуру). Используются в качестве инфраструктуры для нужд водоснабжения, канализации, на месторождениях нефти и т. д. Также используются для удаления воды на территориях в низменности, обводненных в результате прорыва воды или наводнения.

## Насосные станции на каналах

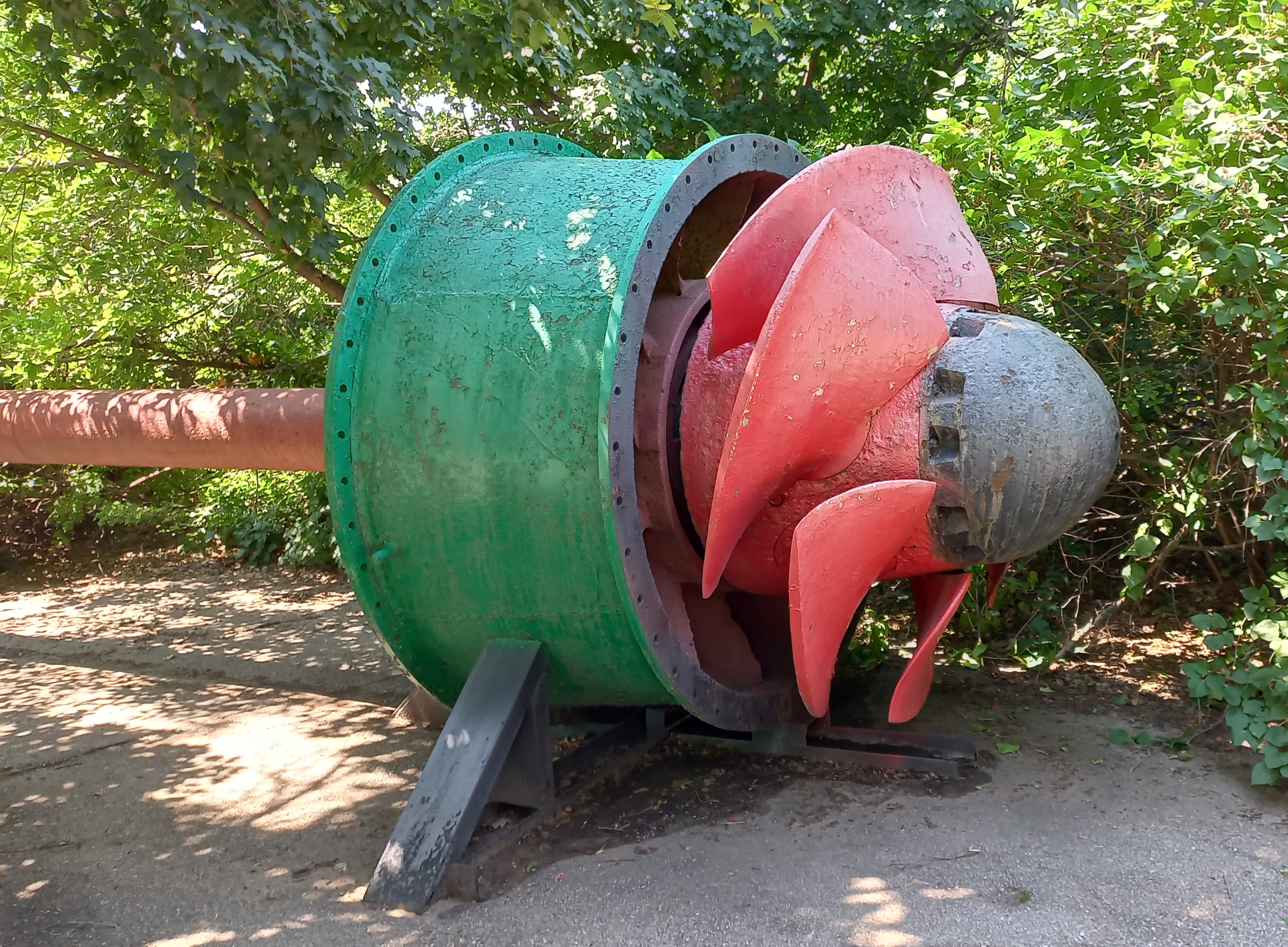
Рабочее колесо вертикального мелиоративного насоса ОПВ-10-185Г, используемого для подачи воды в магистральные каналы на перекачивающих насосных станциях Саратовского оросительно-обводнительного канала имени Е. Е. Алексеевского. Имеет гидропривод для поворота лопастей с целью изменения объёма подаваемой воды. Диаметр рабочего колеса 1850 мм, водоподача 14—17 м³./с, рабочий напор 18 м. Комплектуется вертикальным синхронным электродвигателем ВДС 2-325/44-18УХЛ4 мощностью 5000 кВт. Экспонат в Парке Победы (Саратов).

Насосные станции часто встречаются в странах с развитой системой каналов. Из-за работы системы шлюзов на канале уровень воды падает на верхней части канала при каждом прохождении судов через шлюзы. Кроме того, многие шлюзы не герметичны, и вода просачивается из верхней части канала в нижнюю.
Очевидно, что уровень воды в верхней части канала требуется поднять (компенсировать), иначе, в конечном итоге, уровня воды перед шлюзом не хватит для судоходства. Обычно каналам требуются дополнительные объёмы воды, которые поступают путём направления воды из рек и ручьёв в верхнюю часть канала. Однако при отсутствии таких источников для поддержания уровня используется насосная станция.

## Насосные станции в системе водопровода и канализации
Насосная станция представляет собой поверхностный насос, соединённый с гидроаккумулятором и реле давления, управляющим насосом. Поверхностный насос осуществляет забор воды из открытого источника и подачу её под давлением в гидроаккумулятор. После выключения насоса водоснабжение потребителей осуществляется за счёт воды, запасённой под давлением в гидроаккумуляторе. После того как давление воды в гидроаккумуляторе упадёт до заданного уровня, реле давления включит насос, и цикл повторится. Данные комплексы удобны тем, что автоматически поддерживают нужное давление в системе водоснабжения. В ряде случаев насосные станции используются для повышения давления воды в системе.
Для увеличения срока службы насоса и периода между его включениями, рекомендуется устанавливать гидроаккумулятор, соответствующий объёмам потребления:
| Потребитель             | Расход л/мин | Расход м³/час |
| ----------------------- | ------------ | ------------- |
| Умывальник с раковиной  | 10           | 0,6           |
| Умывальная раковина     | 10           | 0,6           |
| Ванна/гидромассаж       | 18           | 1,08          |
| Душ                     | 12           | 0,72          |
| Туалет                  | 7            | 0,42          |
| Биде                    | 6            | 0,36          |
| Стиральная машина       | 12           | 0,72          |
| Кухонная мойка          | 12           | 0,72          |
| Посудомоечная машина    | 8            | 0,48          |
| Водоразборный кран 1/2" | 20           | 1,2           |
| Водоразборный кран 3/4" | 25           | 1,5           |

При выборе насоса следует учитывать суммарный расход воды всеми потребителями (с учётом того, что вода, как правило, не используется всеми потребителями одновременно).
В системе канализации насосные станции (чаще используется термин «Канализационная установка») используются для поднятия сточных вод на возвышение, например, для преодоления холмистой местности на пути трубопровода, ведущего к станции очистки сточных вод.

## Насосные станции в нефтегазодобывающей промышленности
Дожимные насосные станции (ДНС) используются при разработке месторождений нефти. ДНС осуществляют транспорт поступающей от скважин водогазонефтяной эмульсии на пункты сбора и переработки нефти или до пунктов сбора и хранения подготовленной нефти. Для перекачки по нефтепроводу водогазонефтяной эмульсии используются мультифазные насосы. На дожимных насосных станциях часто имеется оборудование для предварительной подготовки продукции скважин — сепараторы для обезвоживания (сброса) пластовой воды и отделения попутного нефтяного газа. На месторождениях, разрабатываемых с использованием технологии поддержания пластового давления (ППД), в состав дожимных насосных станций также может входить оборудование и коммуникации для закачки воды в нагнетательные скважины.
На магистральных нефтепроводах дожимные насосные станции служат для транспорта товарной нефти на значительные расстояния, инфраструктура станций может содержать резервуарные парки для сбора или временного хранения нефти на период плановой или аварийной остановки перекачки на участке нефтепровода между насосными станциями.

## Насосные станции в системах пожаротушения
Насосные установки в системах пожаротушения — это совокупность инженерных коммуникаций, которые способны обеспечить безопасность для людей, находящихся в здании в момент возможного возгорания. Основная цель таких конструкций — предотвращение распространения огня, эффективное пожаротушение и своевременное удаление дыма и углекислого газа из помещения.
Составляющие комплекта установки (возможно дополнительное оборудование):
1. Центробежные насосы — в стандартную комплектацию оборудования чаще всего входят два насоса: рабочий и резервный.
2. Коллекторы — первый для заполнения системы активным веществом (всасывающий), второй для создания необходимого давления (нагнетательный).
3. Автоматика и устройство контроля.
4. Регулирующая и запорная арматура.
5. Шкаф управления.